# Farah Ben Khelil
Farah Ben Khelil, née le 28 janvier 1998, est une nageuse tunisienne.

## Carrière
Farah Ben Khelil est médaillée de bronze avec le relais tunisien du 4 × 100 m nage libre ainsi que celui du 4 × 100 m quatre nages aux Jeux africains de 2015.
Aux championnats arabes 2016, elle obtient deux médailles d'argent (sur 100 mètres nage libre et sur 4 × 100 m quatre nages mixte) et quatre médailles de bronze (sur 4 × 100 m nage libre, sur 4 × 100 m quatre nages et sur 4 × 100 m nage libre mixte).
Aux championnats arabes 2018, elle gagne cinq médailles d'or (sur 100 mètres nage libre, 50 mètres dos, 4 × 100 m nage libre, 4 × 200 m nage libre, 4 × 100 m quatre nages et 4 × 100 m quatre nages mixte) et deux médailles d'argent (sur 200 mètres quatre nages et 50 mètres nage libre).
Farah Ben Khelil remporte aux championnats d'Afrique 2018 la médaille de bronze du 200 mètres quatre nages, la médaille de bronze du relais 4 x 200 mètres nage libre et la médaille de bronze du relais 4 x 100 m quatre nages mixte.